# Celeborn
En el mundo fantástico creado por J. R. R. Tolkien, Celeborn (en sindarin) era uno de los más sabios y poderosos Señores Elfos de toda la Tierra Media. Elfo Sindar nacido durante las Edades de los Árboles, en la juventud de Endor, vivió en Beleriand, en el reino de Doriath, antes de su destrucción. Era pariente del rey Thingol, y allí conoció a Galadriel durante una visita que ésta hizo a Menegroth (la capital), y tras un periodo indeterminado de tiempo (en la Primera Edad) se casaron y tuvieron una única hija, Celebrían.
Cuando Beleriand se hundió bajo las aguas, Celeborn y Galadriel se dirigieron hacia Lindon, donde permanecieron hasta el siglo octavo de la Segunda Edad, fecha en la que se establecieron en Eregion. Tiempo después, Celeborn y Galadriel se marcharon y fundaron el reino de Lothlórien, en el Cauce de Plata, un reino de Elfos que con el paso del tiempo pasó a ser uno de los mayores enemigos de Sauron.
Durante la Guerra del Anillo, Celeborn y Galadriel recibieron a los miembros de la Comunidad del Anillo y les dieron regalos y consejo. Más adelante, Lothlórien resistió tres ataques dirigidos desde Dol Guldur (en el Bosque Negro) el 11, 15 y 22 de marzo de 3019 de la Tercera Edad del Sol. Al poco de acabada la Guerra, los muros de Dol Guldur fueron derribados por Galadriel, y el lugar quedó limpio (28 de marzo de 3019 T. E.). El 6 de abril Celeborn se encontró con Thranduil, y ambos se repartieron el Bosque Negro (que además pasaría a denominarse el Bosque de las Hojas Verdes, o Eryn Lasgalen): Thranduil decidió quedarse con la parte septentrional, mientras que Celeborn prefirió la parte austral, y la denominó Lórien Oriental. El trozo que quedaba en medio se lo dieron a los Beórnidas y a los Hombres del Bosque.
En el año 3021 T. E., después de la derrota definitiva de Sauron y la coronación de Aragorn como Rey del Reino Unificado de Gondor y Arnor, casi todos los Altos Elfos, excepto Celeborn, como Elrond, la dama Galadriel y Círdan de los Puertos Grises, partieron junto a Gandalf, Bilbo y Frodo Bolsón en las últimas naves capaces de navegar por el Camino Recto hacia Aman. Se dice en el prólogo de La Comunidad del Anillo que Celeborn se fue a Imladris por un tiempo después de la partida de la dama Galadriel a Tierras Imperecederas, y que vivió ahí un tiempo junto a sus nietos, Elladan y Elrohir, quienes eligieron quedarse junto con algunos de los Altos Elfos restantes. El prólogo menciona que "no hay registro del día cuando al fin él (Celeborn) vio los Puertos Grises, y con él se fue la última memoria viviente de los Días Antiguos en la Tierra Media."

En dos asientos que se apoyaban en el tronco del árbol, y bajo el palio de una rama, estaban el Señor Celeborn y Galadriel. Se incorporaron para dar la bienvenida a los huéspedes, según la costumbre de los elfos, aún de aquellos que eran considerados reyes poderosos. Muy altos eran, y la Dama no menos alta que el Señor, y hermosos y graves. Estaban vestidos de blanco y los cabellos de la Dama eran de oro y los cabellos del Señor Celeborn eran de plata, largos y brillantes; pero no había ningún signo de vejez en ellos, excepto quizás en lo profundo de los ojos, pues éstos eran penetrantes como lanzas a la luz de las estrellas y sin embargo profundos, como pozos de recuerdos.
— Tolkien, 1978, «El espejo de Galadriel».

## Representación en las adaptaciones
En El Señor de los Anillos: la Comunidad del Anillo, primera película de la trilogía de Peter Jackson, es interpretado por Marton Csokas, donde aparece en Lórien junto a Galadriel dándole la bienvenida a la comunidad, quienes fueron llevados hasta Caras Galadhon por Haldir. En la versión extendida de la Comunidad del Anillo, Celeborn aparece dando consejo a Aragorn y, al mismo tiempo, entregándole la daga élfica que Aragorn porta a partir de ese momento y durante las otras dos películas.
Y luego, nuevamente al finalizar El Señor de los Anillos: el retorno del Rey, última película de la trilogía de Peter Jackson, aparece brevemente en los Puertos Grises, y se embarca junto con Elrond, Galadriel, Círdan, Gandalf, Bilbo y Frodo hacia las Tierras Imperecederas.
| Predecesor: Amroth (Rey de Lothlórien) | Señor de los Galadhrim (junto a Galadriel hasta 3021 T. E.) 1981 T. E. - Principios de la C. E. | Sucesor: Ninguno Reino abandonado |